# 水野銈治
水野 銈治（みずの けいじ）は、日本の軍人。最終階級は憲兵少佐。

## 概要
1941年に第2野戦憲兵隊の分隊長としてマレー作戦に参加、1942年2月、シンガポール占領後のシンガポール華僑粛清事件で指揮をとる。1942年に第25軍憲兵隊昭南東分隊長を務めた後、召集解除。1948年3月、同事件の戦犯裁判で戦勝国のイギリス軍から終身刑を言い渡される。

## 経歴
- 愛知県出身[2]
- 23期
- 1911年 歩兵少尉
- 1915年 中尉
- 1918年 憲兵中尉、名古屋分隊長
- 1921年 大尉、三島分隊長
- 1924年 板橋分隊長
- 1925年 予備役
- 年月不詳 召集少佐
- 1941年 召集第2野戦憲兵隊付、マレー作戦参加
- 1942年 昭南東分隊長、召集解除
- 1948年3月12日、戦勝国のイギリス軍がシンガポールで裁判を開き、シンガポール華僑粛清事件による終身刑を言い渡される[2]。